# De Dana Dan
 (octobre 2018).
Si vous disposez d'ouvrages ou d'articles de référence ou si vous connaissez des sites web de qualité traitant du thème abordé ici, merci de compléter l'article en donnant les références utiles à sa vérifiabilité et en les liant à la section « Notes et références ».
De Dana Dan est une comédie romantique de Bollywood réalisé par Priyadarshan. 
Le scénario est inspiré du film comique Screwed sorti en 2000 par Universal Studios. Le film a une distribution de taille qui inclut Akshay Kumar, Sunil Shetty et Katrina Kaif dans les rôles principaux. Les seconds rôles masculins incluent Paresh Rawal, Neha Dhupia et Sameera Reddy. Le tournage a commencé le 1er décembre 2008 aux studios de Mehboob à Mumbai. Une partie du film a été tournée à Singapour. Le film a est sorti le 27 novembre 2009.
Le film réunit le trio Akshay Kumar, Sunil Shetty et Paresh Rawal ; Priyadarshan les a dirigés dans son premier film Hera Pheri. C'est la première fois que le trio a tourné ensemble depuis, bien que Paresh et Sunil soient apparus dans Chup Chup Ke de Priyadarshan.